# Костянтин (консул Гаети)
Костянтин, перший відомий консул Гаети з 839, син Анатолія. Правив разом із своїм сином Марином I, прихильник політики Візантії. Був силою позбавлений влади Доцибілом I.